# 5つの安全
5つの安全（英: Five Safes）は、機密性の高いあるいは配慮の必要のあるデータの有効活用に関する意思決定を支援するフレームワークである。主に、政府や保健機関が保有する統計データ、および英国データサービスなどのデータアーカイブへの研究アクセスを記述または設計するために使用される。
5つの安全のうち2つは統計的開示管理を指すため、「5つの安全」は通常、データ管理の方法を比較するときに統計的および非統計的コントロールを対比するために使用される。

## 概要
「5つの安全」は、データ管理の意思決定は、プロジェクト、人、設定、データ、アウトプットの5つの「次元」の問題を解決するものと見なすことを提案している。これら管理方法を組み合わせることで、データの「安全な活用」につながる。これらは最も一般的に質問の形で表現される。
| 安全なプロジェクト Safe project | データの使い方・目的は適切か                           |
| 安全な利用者 Safe people        | 利用者は適切な管理をすると信用できるか                 |
| 安全な環境 Safe settings        | 利用環境は、許可されていないアクセスを禁止できているか |
| 安全なデータ Safe data          | データ自体に開示リスクが無いか                         |
| 安全な出力 Safe outputs         | データの集計出力に開示リスクがないか                   |

これらの次元はレベルの問題であり、有無の2値で表されるものではない。またこれらの問題に対する解決方法において、各次元で強弱を取り混ぜた手段を組み合わせることができる。一方で、特定の組み合わせが推奨されるということではなく、全体として「安全な利用」を確保することが目的である。たとえば、オープンダウンロードが可能な、公開データ（Public Use File）は、誰がそれを使用し、どこで、どのような目的で使用するかを制御できないため、すべてのデータ保護手段はデータ自体に内在している（つまり、データ自体が安全である）必要がある。対照的に、許可されたユーザーが安全な環境を介してのみアクセスされるファイルは、非常に機密性の高い情報を含める（つまり、データは安全ではない）ことが許される。 つまり、安全な環境という、非統計な管理措置を使うことにより、データ自体は「安全でない」ことが許容可能となる。いうなれば、このプロセスはグラフィックイコライザーのようなもので、低音と高音を独立して組み合わせて、リスナーが好きなサウンドを生成する、といったことに似ている。